# Kalinowo-Solki
Kalinowo-Solki – wieś w Polsce położona w województwie podlaskim, w powiecie wysokomazowieckim, w gminie Kulesze Kościelne.
Zaścianek szlachecki Sulki należący do okolicy zaściankowej Kalinowo położony był w drugiej połowie XVII wieku w powiecie brańskim ziemi bielskiej województwa podlaskiego. W latach 1975–1998 miejscowość administracyjnie należała do województwa łomżyńskiego.
Wierni kościoła rzymskokatolickiego należą do parafii św. Bartłomieja Apostoła w Kuleszach Kościelnych.

## Historia
Pierwotnie Sułki. Nazwa wsi pochodziła od imienia Sułek (Sulisław). Była używana do końca XVIII w. W XIX w. zmieniono ją niepoprawnie na Solki.
Dokument popisu pospolitego ruszenia z 1528 r. wymienia wieś Seło Kalinowo Sułki w parafii Kulesze. W tym czasie mieszkało tu kilkunastu rycerzy, którzy wspólnie wystawili trzech jeźdźców na wojnę. Mieszkająca tu szlachta pieczętowała się herbem Ślepowron. Kilku Kalinowskich uczestniczyło w akcie przysięgi na wierność królowi polskiemu w 1569. Pisali się de Calinowo Szulki.
Spis podatkowy z 1580 roku informuje, że wieś miała ponad 11 włók powierzchni. Mieszkali tu: Maciej, syn Marcina oraz Krzysztof, syn Marcina. Kilka lat później notuje się Walentego Kalinowskiego i jego synów: Wawrzyńca, Idziego i Hieronima.
Kalinowo Sułki przez następne wieki były wsią zamieszkałą przez drobną szlachtę, głównie Kalinowskich. Z 1757 roku pochodzi informacja: Kazimierz Kalinowski, syn Pawła, a brat Jana, sprzedał 1757 r. Drozdowskiemu, część swoją na Kalinowie-Sułkach.
W roku 1827 wieś liczyła 28 domów i 158 mieszkańców.
Pod koniec XIX w. miejscowość należała do powiatu mazowieckiego, gmina Chojany, parafia Kulesze. Tworzyła okolicę szlachecką Kalinowo, w obrębie której znajdowały się: Kalinowo Czosnowo, Kalinowo Nowe, Kalinowo Sulki, Kalinowo Stare.
W 1891 r. w Solkach 35 drobnoszlacheckich gospodarzy, którzy uprawiali prawie 200 ha ziemi. Przeciętne gospodarstwo o powierzchni około 5 ha.
Pierwszy Powszechny Spis Ludności z roku 1921 informuje o 30 domach i 169 mieszkańcach.

## Współcześnie
Wieś rolnicza. Głównie hodowla krów i produkcja mleka.